# Matylda Ostojska
Matylda Ostojska (11 maggio 1990) è una schermitrice polacca.

## Biografia
Ha conquistato una medaglia d'oro nella sciabola a squadre ai campionati europei di scherma di Kiev del 2008.

## Palmarès
In carriera ha conseguito i seguenti risultati:
- Europei di scherma

Kiev 2008: oro nella sciabola a squadre.